# 德國郵票

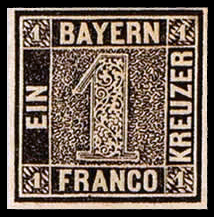
德國的首張郵票，發行於1849年

德國於1849年發行了本國的首張郵票。現代德國歷史上的郵票發行單位包括帝國郵政（1871年至1918年），盟軍佔領時期的德國郵政（1945年至1949年）、東德郵政（1949年至1990年）、西德郵政（1949年至1990年）、柏林郵政（1949年至1990年），以及現在的德國郵政（1990年至今）。在第三帝國時期，納粹極大影響了德國郵票的設計，希特勒頭像經常被用作郵票圖案。兩德統一之後，西德的聯邦郵政和東德的東德郵政統合，並在1995年被德國郵政取代。

## 盟軍佔領時期的德國郵政（1945年至1949年）
1945年美英佔領區發行盟軍軍郵 (Allied Military Post) 郵票。1946年至1947年盟軍發行的郵票於美國，英國和蘇聯佔領區通用。

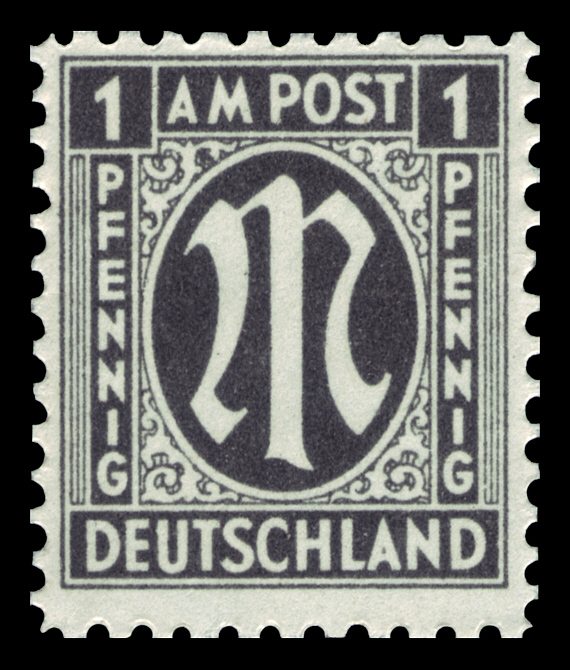
1945年盟軍軍郵郵票 (美英佔領區通用)
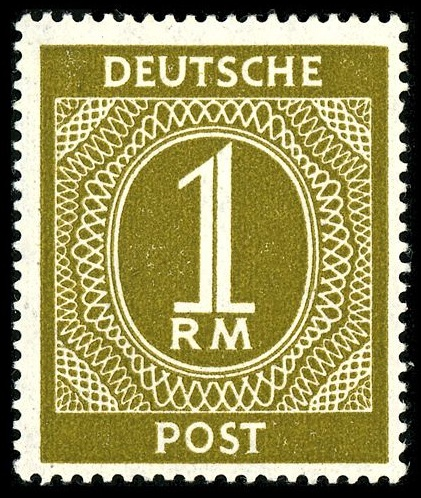
1946年盟軍郵票 (美英蘇佔領區通用)
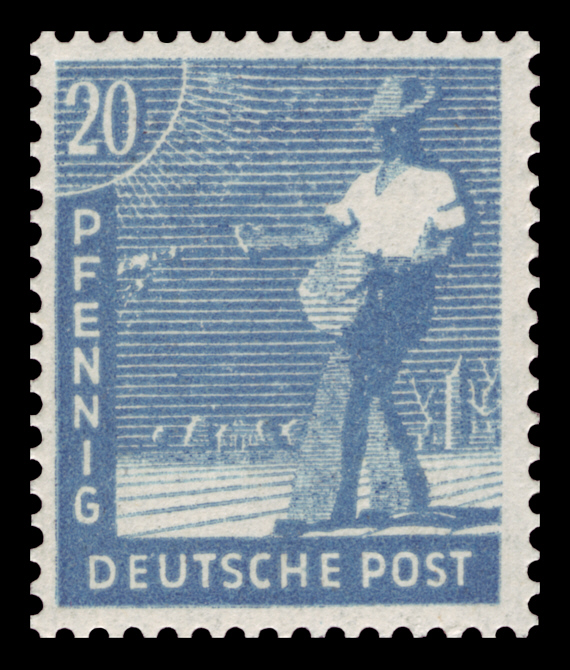
1947年盟軍郵票 (美英蘇佔領區通用)
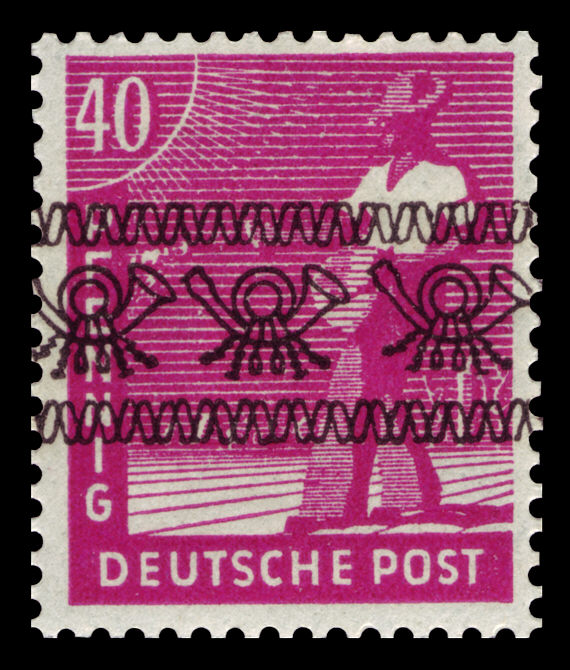
1948年盟軍郵票 (美英佔領區通用)

1945年於蘇聯佔領區的的各地區各自發行該區的郵票。1946年至1947年則通用盟軍發行的郵票。

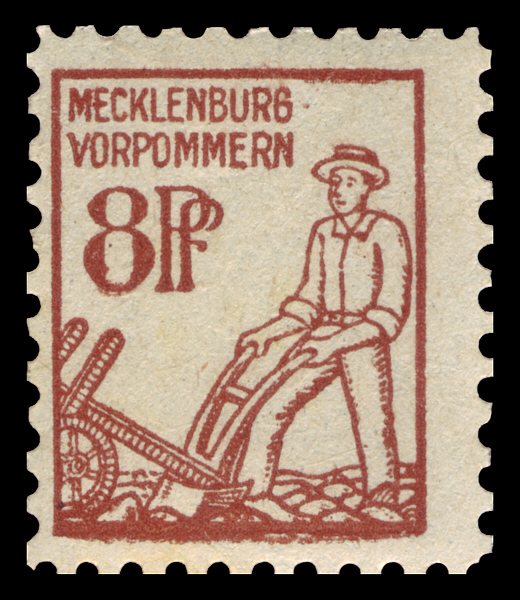
1945年梅克倫堡-西波美恩區郵票
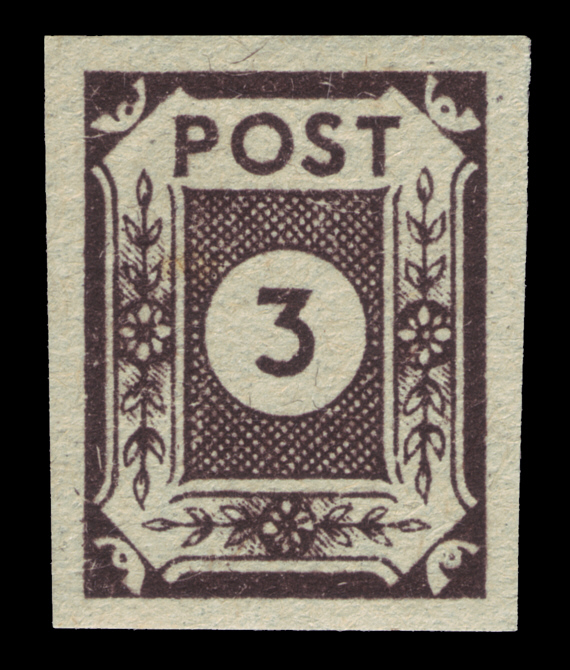
1945年東薩克森區郵票
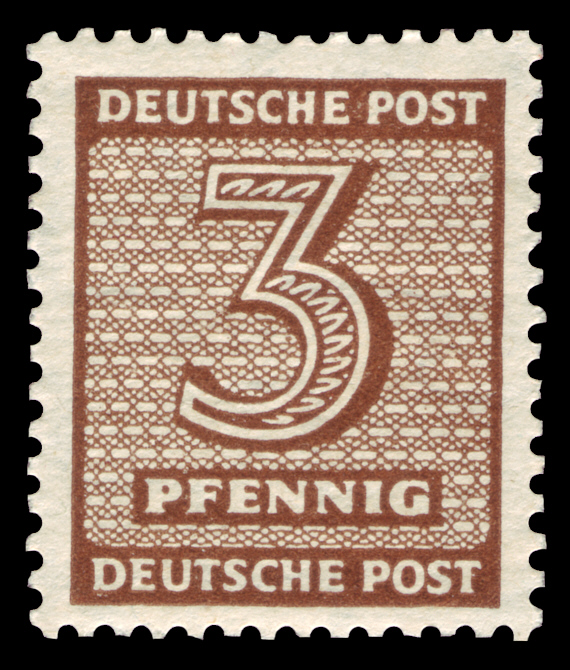
1945年西薩克森區郵票
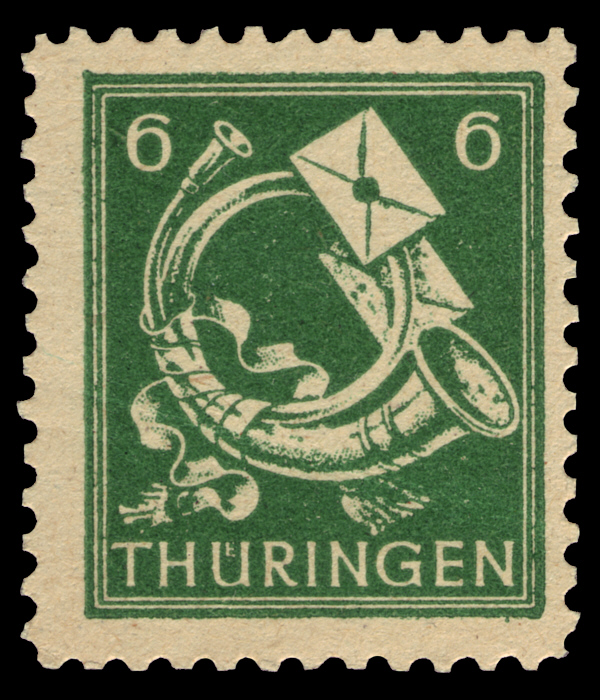
1945年圖林根區郵票

1945-46年間法國佔領區發行該區使用的郵票。自1947年起則由佔領區的各地區發行郵票。

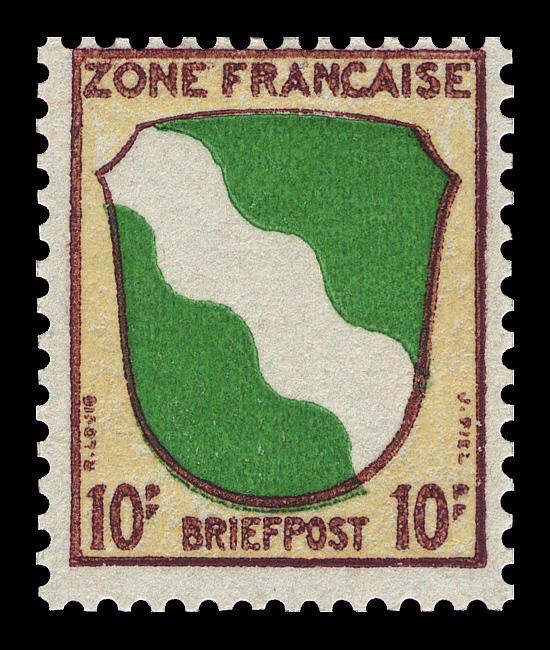
1945年法國佔領區郵票
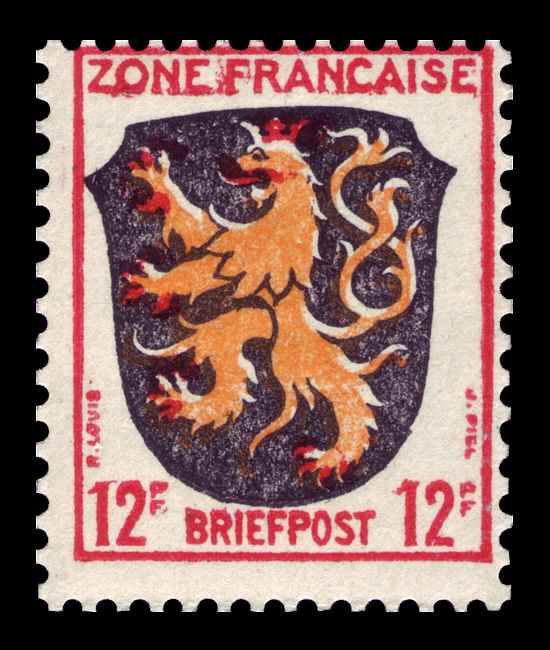
1945年法國佔領區郵票
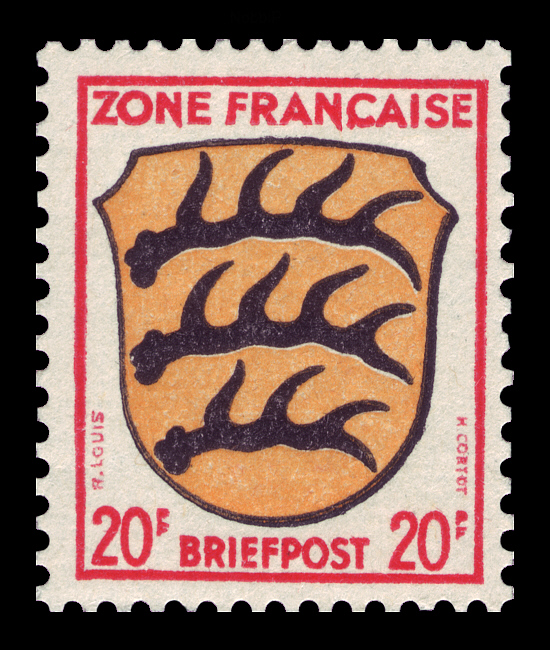
1945年法國佔領區郵票

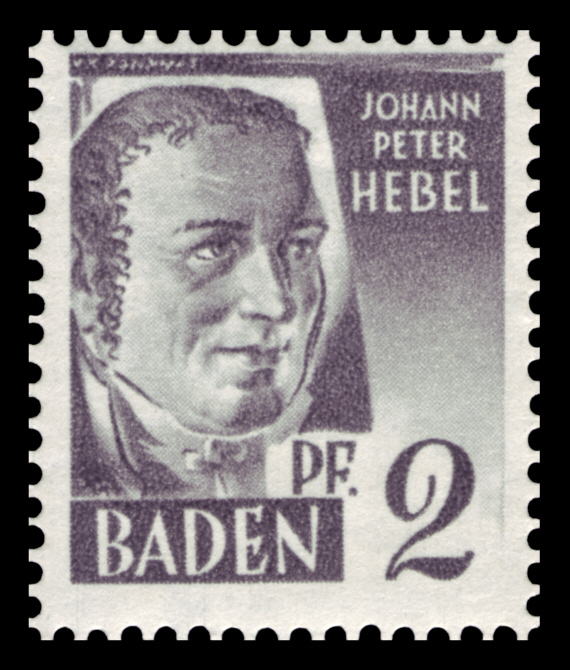
1947年巴登區郵票
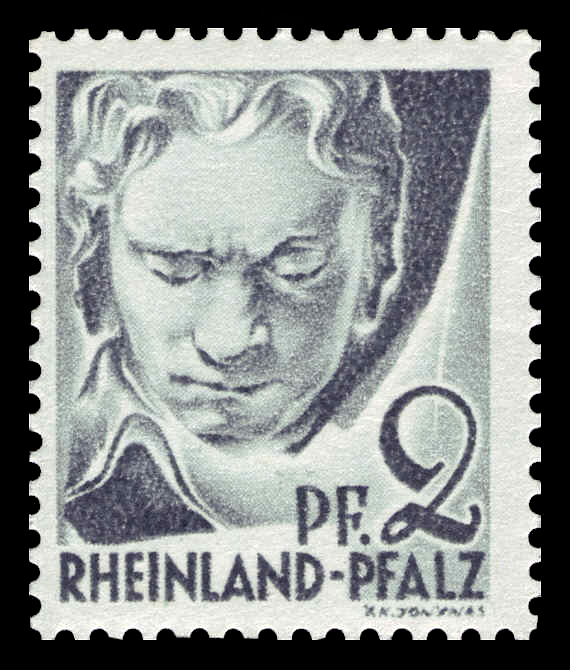
1947年萊茵蘭-普法茲區郵票
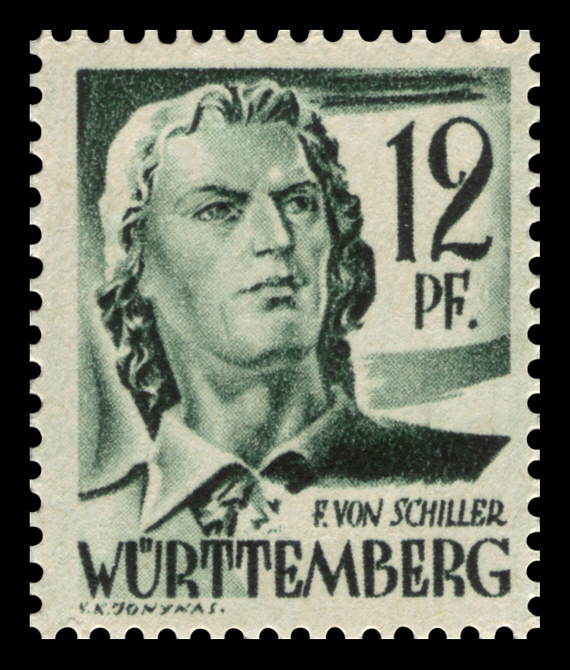
1947年符騰堡區郵票

隨著冷戰的發展，到1948年蘇聯恢復在其佔領區發行郵票。

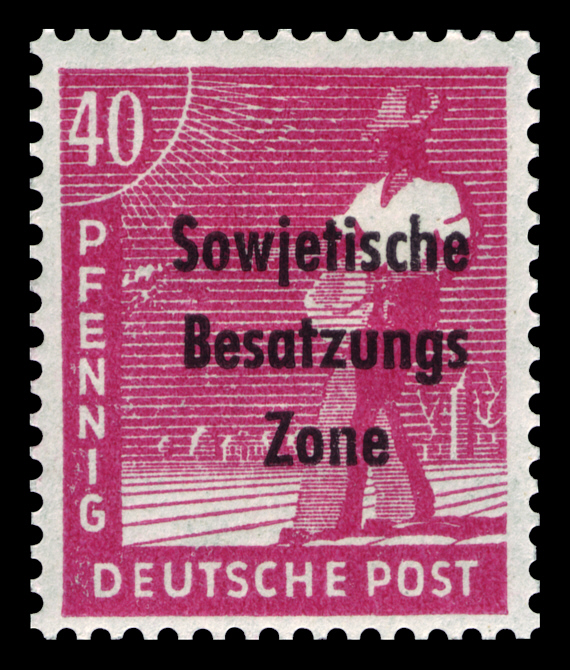
1948年蘇聯佔領區郵票，盟軍郵票加蓋「蘇聯占領區」

## 東德郵政（1949年至1990年）

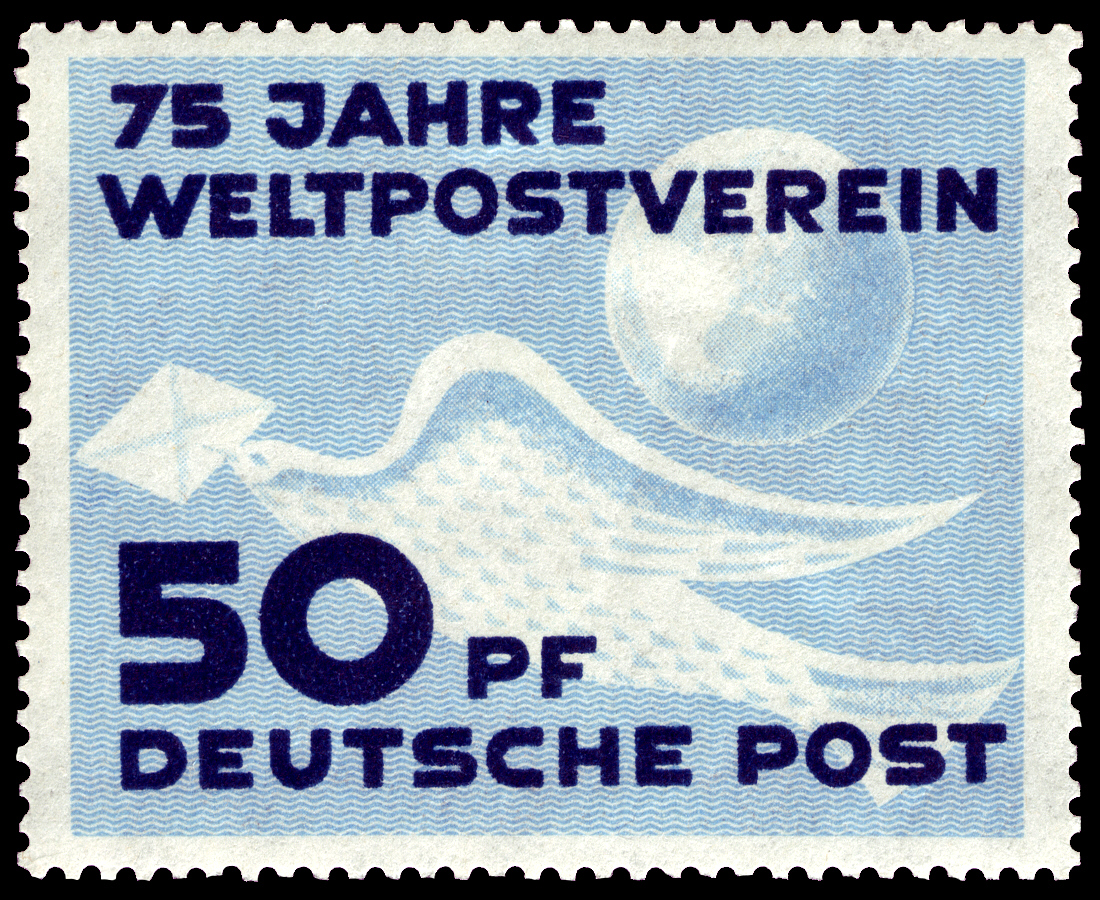
1949年東德郵政發行的第一套郵票
1961年東德郵票，票銘「DDR」

## 西德郵政（1949年至1990年）

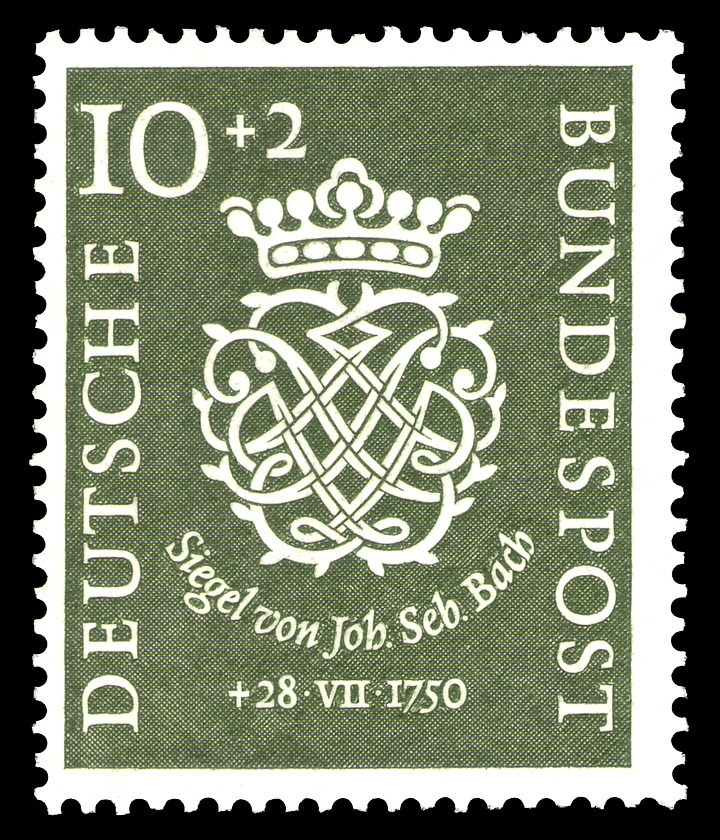
1950年西德郵票，票銘「德意志聯邦郵政」

## 柏林郵政（1949年至1990年）

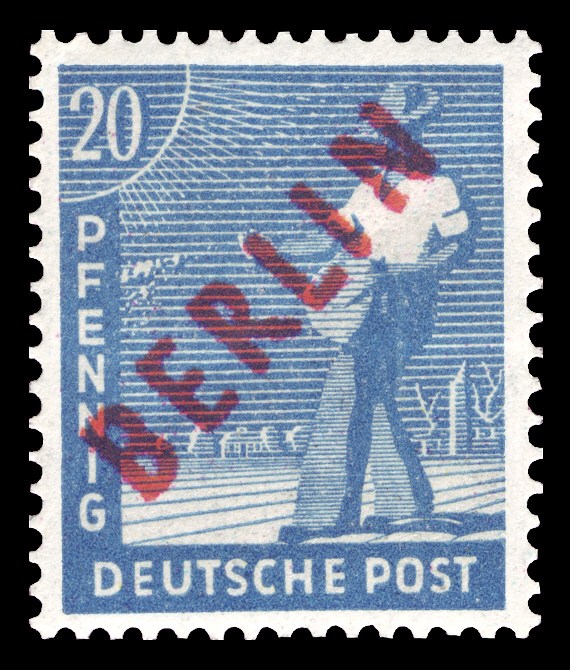
1949年柏林郵票，盟軍郵票加蓋
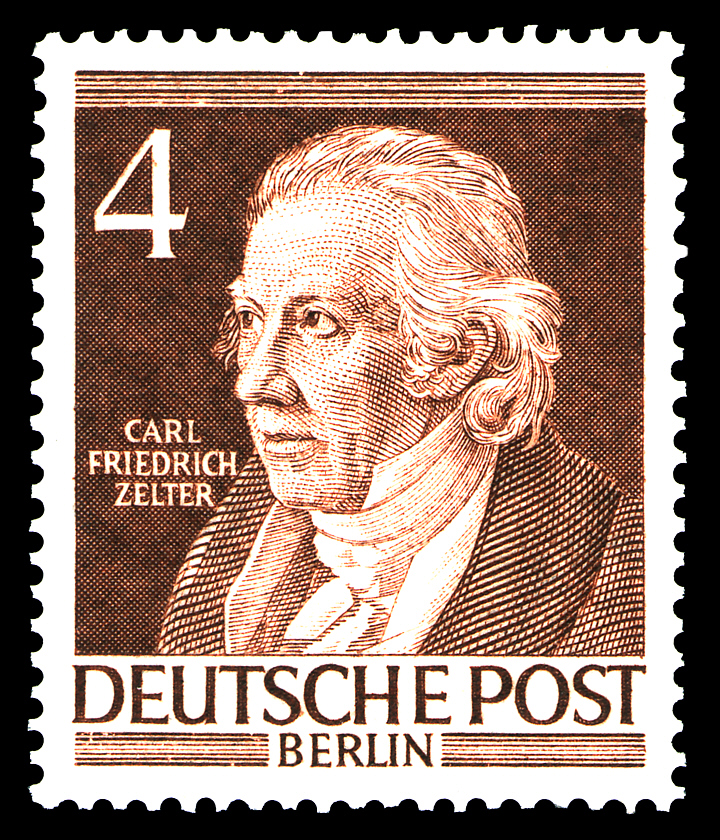
1952年柏林郵票，票銘「德意志郵政 柏林」
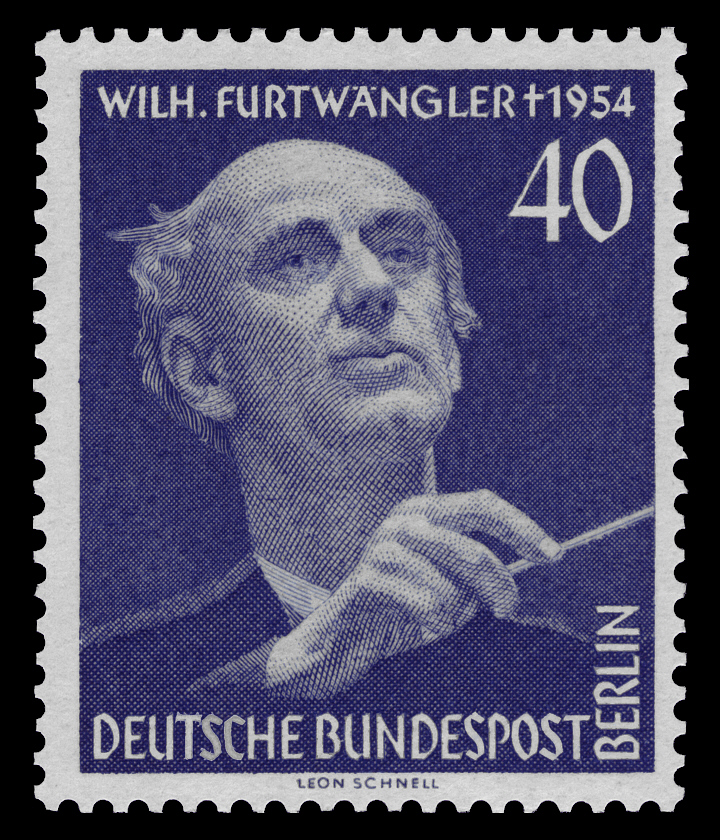
1955年柏林郵票，票銘「德意志聯邦郵政 柏林」

## 德國郵政（1990年至今）

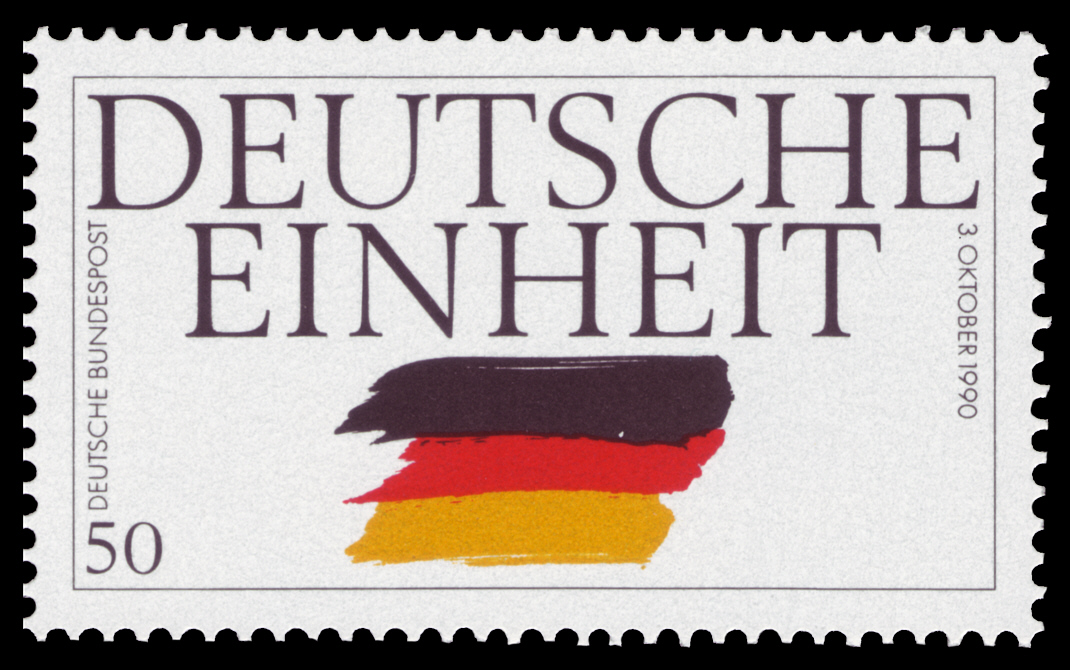
1990年郵票

## 外部連結
- Germany & Colonies Philatelic Society Archive.today的存檔，存档日期2013-01-12
- Germany Philatelic Society （页面存档备份，存于）
- Gallery of German stamps
- Images of German stamps （页面存档备份，存于）
- Ton Dietz: 'Postage stamps as manifestations of national identity. Germany and the Netherlands from 1849 to 2005'. In: Geographische Rundschau, 19: 3, 2 (2007), pag. 14-19